# Palais de la culture et de la science (Varsovie)
 (novembre 2022).
Si vous disposez d'ouvrages ou d'articles de référence ou si vous connaissez des sites web de qualité traitant du thème abordé ici, merci de compléter l'article en donnant les références utiles à sa vérifiabilité et en les liant à la section « Notes et références ».
Pour les articles homonymes, voir Palais de la culture et de la science.
Le Palais de la Culture et de la Science (en polonais : Pałac Kultury i Nauki, PKiN) est un gratte-ciel édifié à Varsovie entre 1952 et 1955. Il compte 3 288 pièces réparties sur 42 étages et mesure 231 mètres (au sommet de l’antenne de télévision) sur 3,3 hectares de terrain et de volume de 817 000 m3. À l’époque de sa construction et jusqu’en 1990, c’est le 2e bâtiment d'habitation le plus haut d’Europe après l’Université d'État de Moscou. Jusqu'en 2022, c'est le plus grand bâtiment de Pologne et le 9e plus haut de l'Union européenne. Le visiteur peut accéder jusqu’aux terrasses du 31e étage, qui offrent une vue imprenable sur la ville.

## Histoire
Dans un contexte de guerre froide, Staline décida au début des années 1950 que le peuple soviétique allait offrir l'une des « sœurs » de l'architecte Lev Roudnev au peuple polonais. La construction du gratte-ciel débuta donc le 2 mai 1952 et fut achevée le 22 juillet 1955. La cérémonie d'ouverture eut lieu le 21 août 1955. Alors que les pays d’Europe centrale et orientale se remettaient à peine de la Seconde Guerre mondiale, qui les avait presque anéantis, dans un contexte économique très difficile, la construction de ce « palais » gigantesque mobilisa des ressources matérielles et humaines considérables : elle fut entièrement financée par l'Union soviétique et réalisée par 3 500 spécialistes et ouvriers soviétiques. Treize ouvriers perdirent la vie pendant la construction.
L’aspect général du bâtiment, extrêmement massif, encore très contesté aujourd’hui, est à l’origine d’une boutade que les habitants de Varsovie racontaient volontiers dans les années 1960 : « le seul habitant heureux de Varsovie est le gardien du palais de la Culture... car quand il se met à sa fenêtre, il est le seul à ne pas le voir ».
Le Palais de la culture et la science de Varsovie et son histoire est, ainsi qu’expliqué ci-dessus, un sujet encore contesté par les Polonais. Cet édifice fait part d’arguments proclamant la construction comme étant une composante communicationnelle et un symbole politique qui évoquent positivement le parti communiste de l’URSS. Certains auteurs expliquent que les blagues sur le gratte-ciel réfèrent, non seulement aux « dimensions physiques » de ce palais, mais aussi à « l’impact puissant que [cette construction] a sur l’architecture de Varsovie, sur les vies sémiotiques, politique-économique, idéologique et psychique » des Polonais. Ainsi, la raison pour laquelle le palais est si contradictoire dans les yeux des Polonais est dû au fait que ce peuple remet en question le « cadeau » donné par Staline lorsque son gouvernement prit ses fonctions. Le palais, ou le cadeau de l’URSS, voulant communiquer la « nouvelle amitié » entre la Pologne et l’URSS est néanmoins questionné par les Polonais ; le peuple questionne l’intention derrière un tel geste marquant. 
L’interprétation du palais comme « cadeau » donné au peuple polonais par Staline, après avoir été détruit par la Seconde Guerre mondiale et par les nombreuses bombes larguées sur Varsovie, affiche l’URSS comme sauveur du peuple polonais. De ce fait, selon l’URSS un tel cadeau avait comme but de révéler le plan de retirer le « capitalisme et ses conditions de pauvreté » pour mettre en place un régime communiste qui « transformera les paysans en prolétaires ». Figurativement, la construction stratégique du palais au cœur de la capitale de la Pologne « centralise » l’édifice et l’idéologie que ce bâtiment transmet aux nouveaux citoyens de l’URSS. En d’autres mots, ce palais veut donner aux Polonais un aperçu de leur avenir sous le régime communiste de l’URSS et de démontrer « l’imminence » de ce nouveau gouvernement.
Le « grand jardin vert » entourant le périmètre du palais peut être même considéré comme une façade cachant, encore une fois, l’intention réelle de Staline. Le jardin, ou la « façade » du palais, tentant de créer un sens de « paix et de joie » dans le centre-ville, essaie de masquer l’immense contrôle que le communisme acquerra en Pologne en ouvrant les nombreux cinémas, salles de théâtres et par la grandiosité du Palais de la culture. Cela explique, dans un certain sens, la raison pour laquelle un tel bâtiment pourrait être porté à de divers débats en Pologne.
À la chute du régime communiste, en 1989, on envisagea de détruire ce bâtiment, qui fut finalement conservé.
Devenu le symbole de Varsovie, le PKiN abrite plusieurs musées, salles de concerts et de congrès, des boutiques de luxe, trois cinémas, deux théâtres d'une capacité de 6 000 places et un petit restaurant panoramique (au 30e étage).
Le système d’ascenseurs a été remplacé dans les années 1990 par une machinerie qui compte parmi les plus rapides de Pologne (6 mètres par seconde). En 2001, on y ajouta une horloge, parmi les plus hautes installées dans le monde, après notamment celles de la Tour royale de l'horloge de la Mecque et de la Tour NTT DoCoMo Yoyogi de Tokyo. Chacun de ses cadrans mesure 6 mètres de diamètre.
La finale du concours Miss Monde 2006 y eut lieu. Chaque année s'y tient le Festival du film de Varsovie.
Ce bâtiment massif, construit au centre de la capitale de la Pologne, peut être considéré comme l’incarnation de Staline puis de son « culte ». Ce « culte » étant le régime communiste mis en place en Pologne après la Seconde Guerre mondiale (1939-1945), lorsque l’URSS pris contrôle de la Pologne. Pour ajouter, avec l’incorporation du nom du dirigeant communiste dans le nom complet du palais (« Le Palais de la culture et de la science de Joseph Staline »), ce symbole politique ayant un style d’architecture distinctif, avait comme but de montrer la totalité du pouvoir de Staline, comme dirigeant de l’URSS, puis par quelle manière il peut manifester ce pouvoir. Ainsi, le pouvoir du dirigeant de l’URSS est tout de même lié à la puissance de l’idéologie communiste retrouvée en Pologne ; le pouvoir de Staline démontre l’ampleur, la richesse, la bonté, et ainsi de suite, du régime communiste. Ce bloc de ciment crée donc un environnement qui met en évidence « l’autorité de l’idéologie communiste » en Pologne. Pour les dirigeants de l’URSS, ce bâtiment est un emblème de tout ce qui est bon dans leur gouvernement et dans leur système. En d’autres mots, selon certains auteurs, le Palais de la culture et de la science communique au peuple polonais et établit une sorte de « manœuvre de marketing » en faveur du communisme russe. L’incarnation de l’homme extrêmement puissant de cette époque remet donc en apparence les souvenirs d’une Pologne sous le règne de ce dirigeant russe, des séquelles de ceci peuvent encore être détectées aujourd’hui.
Ainsi, le palais de la culture et de la science à Varsovie n’est pas seulement un « cadeau » donné au peuple polonais par l’URSS pour démonter l’amitié entre ces deux groupes. Cet édifice symbolise tout ce qui représente le communisme pour les dirigeants de l’URSS ; le palais représente la puissance de Staline et de son régime communiste.
|  |